# 4ª edizione dei Critics' Choice Awards
La 4ª edizione dei Critics' Choice Awards si è tenuta nel 1999, premiando le migliori produzioni cinematografiche del 1998.

## Vincitori

### Miglior film
- Salvate il soldato Ryan (Saving Private Ryan), regia di Steven Spielberg

### Miglior attore
- Ian McKellen – Demoni e dei (Gods and Monsters) e L'allievo (Apt Pupil)

### Miglior attrice
- Cate Blanchett – Elizabeth

### Miglior attore non protagonista
- Billy Bob Thornton – Soldi sporchi (A Simple Plan)

### Miglior attrice non protagonista
- Joan Allen – Pleasantville - ex aequo
- Kathy Bates – I colori della vittoria (Primary Colors) - ex aequo

### Miglior regista
- Steven Spielberg – Salvate il soldato Ryan (Saving Private Ryan)

### Migliore sceneggiatura originale
- Tom Stoppard e Marc Norman – Shakespeare in Love

### Migliore sceneggiatura non originale
- Scott B. Smith – Soldi sporchi (A Simple Plan)

### Miglior film per famiglie
- A Bug's Life - Megaminimondo (A Bug's Life), regia di John Lasseter

### Miglior film d'animazione
- A Bug's Life - Megaminimondo (A Bug's Life), regia di John Lasseter - ex aequo
- Il principe d'Egitto (The Prince of Egypt), regia di Brenda Chapman, Steve Hickner e Simon Wells - ex aequo

### Miglior film straniero
- La vita è bella, regia di Roberto Benigni • Italia

### Miglior colonna sonora
- John Williams - Salvate il soldato Ryan (Saving Private Ryan)

### Miglior canzone
- When You Believe –  Il principe d'Egitto (The Prince of Egypt)

## Top Film
(In ordine alfabetico)
- Demoni e dei (Gods and Monsters), regia di Bill Condon
- Elizabeth, regia di Shekhar Kapur
- Out of Sight, regia di Steven Soderbergh
- Pleasantville, regia di Gary Ross
- Salvate il soldato Ryan (Saving Private Ryan), regia di Steven Spielberg
- Shakespeare in Love, regia di John Madden
- Soldi sporchi (A Simple Plan), regia di Sam Raimi
- La sottile linea rossa (The Thin Red Line), regia di Terrence Malick
- The Truman Show, regia di Peter Weir
- La vita è bella, regia di Roberto Benigni